# Liste der nach Personen benannten Straßen und Plätze in Kempten (Allgäu)
Diese Liste der nach Personen benannten Straßen und Plätze in Kempten (Allgäu) enthält alle Straßen und Plätze in Kempten (Allgäu), die nach genau bestimmbaren Personen benannt wurden. In dieser Auflistung befinden sich eingerückt auch frühere Namen mittlerweile umbenannter Straßen.

## A
- Abelin-Rogel-Weg: Hans Abelin und Hans Rogel, Urheber der ältesten erhaltenen Stadtansicht (1569).
- Adalbert-Stifter-Weg: Adalbert Stifter (1805–1868), böhmischer Dichter
- Adam-Hönig-Straße: Adam Hönig (1907–1983), Gründer und Besitzer der Kemptener Eisengießerei
- Adenauerring: Konrad Adenauer (1876–1967), erster Bundeskanzler.
  - Adolf-Hitler-Platz, mittlerweile Audogarplatz: Adolf Hitler (1889–1945): Diktator des Deutschen Reichs.
- Agnes-Wyssach-Straße: Agnes Wyssach (zweite Hälfte 15. Jahrhundert), Stifterin eines Schwesternhauses und des Siechenhauses an der Kaufbeurer Straße in Kempten
- Akosweg: Andor Ákos (1893–1940), Architekt und Offizier
- Albert-Einstein-Straße: Albert Einstein (1879–1955), Physiker und Begründer der allgemeinen Relativitätstheorie
- Albert-Ott-Straße: Albert Ott (1847–1895), Begründer des Unternehmens Ott, 1890 Bau des ersten Wassermessers für geschlossene Rohrleitungen
- Albert-Wehr-Platz: Albert Wehr (1895–1987), Zweiter Bürgermeister der Stadt Kempten, Mitbegründer der Allgäuer Festwoche
- Alfred-Kranzfelder-Straße: Alfred Kranzfelder (1908–1944), Widerstandskämpfer gegen die NS-Diktatur aus Kempten
- Alfred-Kunz-Straße: Alfred Kunz (1852–1900), Gründer eines Kemptener Bauunternehmens, das 1907 nach München verlagert wurde
- Alfred-Weitnauer-Straße: Alfred Weitnauer (1905–1974), Bezirksheimatpfleger von Schwaben und Historiker
- Althausstraße: Johann Althaus (1798–1876), Schweizer Sennmeister, Begründer der Hartkäserei im Allgäu
- Altstadt-Traudl-Weg: Gertraud Schwarz (1929–2020), Mitbegründerin und erste Vorsitzende (von 1980 bis 1989) des Vereins der Freunde der Altstadt Kempten e.V.
- Anette-Thoma-Weg: korrekt: Annette Thoma (im offiziellen Straßennamen fehlt im Vornamen ein „n“) (1886–1974), Volkskundlerin, Musikerin und Komponistin.
- Angelica-Kauffmann-Weg: Angelika Kauffmann (1741–1807), in Chur geboren und in Rom gestorbene Malerin aus einer Allgäuer Familie
- Anna-Straubin-Straße: Anna Straubin, Franziskanerin und Mutter Oberin im Franziskanerinnenkloster St. Anna
- Annette-Kolb-Weg: Annette Kolb (1870–1967), Münchner Schriftstellerin mit weit verzweigten Freundschaften
- Anni-Staehlin-Straße: Anni Staehlin (1897–1955), Lehrerin an der Suttschule in Kempten, widersetzte sich in christlicher Grundhaltung der NS-Propaganda
- Anton-Fehr-Straße: Anton Fehr (1881–1954), Professor für Milchwirtschaft, förderte das milchwirtschaftliche Ausbildungswesen in Kempten
- Audogarplatz: Audogar, 752 erster Gründer und Abt des Kemptener Klosters
- August-Fischer-Platz: August Fischer (1901–1986), langjähriger Oberbürgermeister, der sich besonders für den Wohnungsbau einsetzte
- Aurelie-Deffner-Straße: Aurelie Deffner (1881–1959), Politikerin der SPD, eine der ersten weiblichen Abgeordneten im bayerischen Landtag[2][3]

## B
- Balthasar-Neumann-Straße: Balthasar Neumann (1687–1753), Baumeister des deutschen Barocks
- Barbara-Hackl-Straße: Barbara Hackl, schuf wohl die Scagliolaarbeiten (Stuckeinlegearbeiten) im Chorgestühl und an den Eckpilastern der St.-Lorenz-Kirche
- Baumannweg: Franz Ludwig Baumann (1846–1915), Archivdirektor und Geschichtsschreiber der Allgäuer Landschaft
- Beethovenstraße: Ludwig van Beethoven (1770–1827), deutscher Komponist
- Benzstraße: Carl Friedrich Benz (1844–1929), schuf das erste Kraftfahrzeug mit Verbrennungsmotor
- Bertholdstraße: Berthold Ritter von Hirschdorf wurde erstmals 1239 genannt
- Bischof-Freundorfer-Weg: Joseph Freundorfer (1894–1963), errichtete 1953 das Studienseminar St. Magnus
- Bischof-Haneberg-Straße: Daniel Bonifaz von Haneberg (1816–1876), aus Tannen bei Lenzfried stammender Bischof von Speyer
  - Bismarckstraße, mittlerweile Goethestraße: Fürst Otto von Bismarck (1815–1898): Ehrenbürger, der „Eiserne Kanzler“, 1871–1890, weilte 1870 in Kempten.
- Blenksteig: Emil Blenk (1861–1941), aus Kempten stammender Großkaufmann in Genf, Wohltäter und Ehrenbürger Kemptens
- Bodmanstraße: Rupert von Bodman (1646–1728), bautätiger Fürstabt des Fürststifts Kempten
- Brodkorbweg
- Bürgermeister-Hummel-Straße: Johann Hummel, 1903 bis 1912 Bürgermeister der ehemaligen Gemeinde Sankt Mang

## C
- Calgeerstraße: Christian Marco Calgeer (1819–1898), Wohltäter der Stadt Kempten
- Carl-Rabus-Straße: Carl Rabus (1898–1983), in Kempten geborener Maler des expressiven Realismus
- Crescentia-Höß-Weg: Maria Crescentia Höss (1682–1744), Kaufbeurer Franziskanerin und Mutter Oberin ihres Heimatklosters, 1900 Seligsprechung, 2001 Heiligsprechung

## D
- Daimlerstraße: Gottlieb Daimler (1834–1900), Industrieller und Erfinder
- Dieselstraße: Rudolf Diesel (1858–1913), Ingenieur und Erfinder des Dieselmotors
  - Dietrich-Eckart-Weg, mittlerweile Vindelicierweg: Dietrich Eckart (1868–1923): Publizist, Verleger, früher Anhänger des Nationalsozialismus und Ideengeber Adolf Hitlers
- Dominikus-Zimmermann-Straße: Dominikus Zimmermann (1685–1766), Stuckateur und Baumeister aus Wessobrunn
- Dornierstraße: Claude Dornier (1884–1969), aus Kempten stammender Industrieller und Flugzeugkonstrukteur
- Dornstraße: Johann Ulrich Dorn, Bürgermeister der Reichsstadt Kempten (1629–1631), nach Erstürmung der Stadt 1633 zeitweise als Geisel nach Tirol verschleppt
- Dreherstraße: Paul Dreher (1892–1918), Kemptener Student, Leutnant, Max–Josefs–Ritter, 1918 in Flandern gefallen
- Düwellstraße: Karl Ritter von Düwell (1869–1930), Max–Josephs–Ritter des 1. Jägerbataillons König

## E
- Eberhard-Schobacher-Weg: Else Eberhard-Schobacher (1887–1955), Allgäuer Heimatdichterin
- Eberhardstraße: Eberhard IV. von Stein (1571–1584), Fürstabt des Fürststifts Kempten, erwarb 1581 die Herrschaft Wagegg
- Edisonstraße: Thomas Alva Edison (1847–1931), US-amerikanischer Erfinder und Pionier der Kommunikationsindustrie
- Eichendorffweg: Joseph von Eichendorff (1788–1857), Dichter
- Elias-Holl-Straße: Elias Holl (1573–1646), Augsburger Stadtbaumeister
- Elisabeth-Duda-Hartnig-Straße: Elisabeth Duda Hartnig (1909–1984), Lehrerin an der Städtischen Mädchenoberschule und Mädchenmittelschule, war in der Nachkriegszeit als Dolmetscherin zwischen Stadtverwaltung und Militärregierung aktiv
- Elisabeth-Hörner-Weg: Die Bäuerin Elisabeth Hörner entdeckte am 24. Juli 1691 beim Heuen das Blutwunder, das zum Entstehen der Wallfahrt und 1717 zur Gründung des Klosters und des Ortes Heiligkreuz führte.
- Elisabeth-Selbert-Straße: Elisabeth Selbert (1896–1986), deutsche Politikerin und Juristin
- Emil-Marent-Straße: Emil Marent (1900–1971), Allgäuer Bergmaler
- Enzenspergerweg: Josef und Ernst Enzensperger, Bergsteiger, die die Allgäuer Alpen erschlossen haben
- Ernst-Mayr-Weg: Ernst Mayr (1904–2005), Evolutionsbiologe an der Harvard University in Cambridge, zählt zu den einflussreichsten Naturforschern des 20. Jahrhunderts
- Ertingerweg: Johann Ludwig Ertinger (um 1638–1722), Bildhauer des Chorgestühls und Ablösealtars in der Stiftskirche St. Lorenz

## F
- Feichtmayrstraße: Franz Xaver Feuchtmayer (1698–1763), Stuckateur aus Wessobrunn, der sich an der Ausstattung der Prunkräume der Kemptener Residenz beteiligte
- Ferdinand-Beutel-Weg: Ferdinand Beutel (1852–1918), Konstrukteur der Oberen Illerbrücken in Kempten – die größten Stampfbetonbrücken auf der Welt
- Fischer-von-Erlach-Straße: Johann Bernhard Fischer von Erlach (1656–1723), Wiener Barockbaumeister
- Förderreutherweg: Max Förderreuther (1857–1933), Allgäuer Heimatforscher und Ehrenbürger der Stadt Kempten
- Franz-Köpf-Weg: Franz Köpf (1920–1959), Angehöriger der Freiwilligen Feuerwehr Kempten, der bei einem Brandeinsatz 1959 verstarb
- Franz-Tröger-Straße: Franz Tröger (1872–1963), Kemptener Kaufmann, der sich für den Sport in Kempten einsetzte
- Franz-von-Ried-Straße: Franz von Ried (1810–1895), aus Kempten stammender Professor der Chirurgie an der Universität Jena
- Franz-Weiß-Straße: Franz Weiß (1903–1981), Maler, Grafiker und Werbegestalter, er bemalte zahlreiche Fassaden in Kempten und anderen Orten
- Franz-Xaver-Unterseher-Weg: Franz Xaver Unterseher (1888–1954), Kunsterzieher an der Oberrealschule in Kempten und als bildender Künstler tätig, entwarf die Intarsientüre zum Großen Sitzungssaal im Kemptener Rathaus
- Friedrich-Ebert-Straße: Friedrich Ebert (1871–1925), erster deutscher Reichspräsident
- Friesstraße: Johann Heinrich Fries (1819–1872), erster Direktor der 1847 gegründeten Spinnerei und Weberei Kottern

## G
- Gebhartstraße: Johann Baptist Gebhart (1873–1955), Pfarrer der ehemaligen Gemeinde Sankt Mang
- Gebrüder-Asam-Straße: Cosmas Damian Asam (1686–1739) und Egid Quirin Asam (1692–1750), bayerische Künstler, Stuckateure und Architekten des Barocks
  - General-Dietl-Straße, davor Sonnenstraße, mittlerweile Prälat-Götz-Straße: Eduard Dietl (1890–1944), Offizier im Zweiten Weltkrieg und Kriegsverbrecher
- Georg-Haindl-Straße: Georg Haindl, Papierfabrikanten, Gründer der Haindl’schen Papierfabriken in Augsburg. Papierfabrik Kempten wurde 1972 geschlossen.
- Georg-Krug-Straße: Georg Krug (1906–1989), langjähriger Vorsitzender des Milchwirtschaftlichen Vereins Allgäu und der Süddeutschen Butter- und Käsebörse in Kempten, 1948–1972 Bürgermeister der Gemeinde Altusried, 1957–1969 Mitglied des Deutschen Bundestags
- Georg-Queri-Straße: Georg Queri (1879–1919), Mundartdichter aus München
- Gerhardingerweg: Theresia Karolina Gerhardinger (1797–1879), Stifterin des katholischen Ordens der „Armen Schulschwestern“
- Gerhard-Winkler-Weg: Gerhard Winkler (1906–1977), Berliner Schlagerkomponist, in Kempten gestorben und bestattet
- Gerhart-Hauptmann-Straße: Gerhart Hauptmann (1862–1946), schlesischer Dichter, Literatur-Nobelpreisträger
- Geschwister-Scholl-Straße: Geschwister Scholl, als studentische Widerstandskämpfer gegen den Nationalsozialismus 1943 hingerichtet
- Gielsbergstraße: Roman Giel von Gielsberg (1612–1673), Fürstabt des Fürststifts Kempten, ließ die St. Lorenz-Kirche und die Kemptener Residenz errichten
- Goethestraße: Johann Wolfgang von Goethe (1749–1832), deutscher Dichter
- Görresweg: Josef Görres (1776–1848), Münchner Gelehrter und Universitätsprofessor sowie Schriftsteller
- Gottlob-Schüßel-Weg: Gottlob Schüßel (1892–1967), Kunsterzieher an der Oberrealschule in Kempten, dann am Humanistischen Gymnasium und später am Allgäu-Gymnasium Kempten
- Gustav-Rett-Weg: Gustav Rett (1889–1969), in Bad Dürkheim geboren, in Kempten seit 1921 ansässiger Künstler
- Gutenbergstraße: Johannes Gutenberg (um 1397–1468), druckte 1445 erstmals mit beweglichen und austauschbaren Lettern

## H
- Häberlinweg: Hans Häberlin, Bauer aus Grönenbach. der die evangelische Lehre in Kempten und Memmingen predigte; der Bauernprediger wurde vom Schwäbischen Bund verhaftet, gefoltert und 1526 bei Leubas gehenkt
- Haggenmüllerstraße: Johann Baptist Haggenmüller (1792–1862), Abgeordneter der Nationalversammlung von 1848, verfasste die Geschichte der Stadt und der gefürsteten Grafschaft Kempten
- Hain-Raidel-Weg: Johann Raidel und Fridrich Raidel, Kupferstecher, schufen 1628 die genaueste Darstellung der Reichsstadt aus der Vogelschau
- Hanebergstraße: Johannes Haneberg, 1844–1869 Bürgermeister der ehemaligen Gemeinde Sankt Mang
- Hans-Schnitzer-Weg: Hans Schnitzer (1878–1964), begründete 1911/12 mit August Weixler durch Fusion der Grünbaumbrauerei mit dem Bürgerlichen Brauhaus das Allgäuer Brauhaus, langjähriger Stadtrat, 1957 Goldene Bürgermedaille der Stadt Kempten
- Hans-Wachter-Platz: Hans Wachter (1931–2005), Bildhauer, schuf zahlreiche Brunnen und Kirchenausstattungen
- Hauffstraße: Wilhelm Hauff (1802–1827), schwäbischer Dichter und Märchenerzähler
- Hebelstraße: Johann Peter Hebel (1760–1826), schwäbischer Dichter und Erzieher
- Heini-Klopfer-Weg: Heini Klopfer (1918–1968), Architekt und Skispringer, Schanzenbauer aus Oberstdorf
- Heinrich-Findelkind-Weg: Der Kemptener Heinrich Findelkind begründete im 14. Jahrhundert das Hospiz St. Christoph auf dem Arlberg und die Bruderschaft St. Christoph
- Heinrichgasse: Heinrich von Kempten, literarische Figur aus einem Versepos des 13. Jhs. von Konrad von Würzburg, in dem erzählt wird, wie Heinrich den Kaiser Otto auf einem Italienfeldzug gerettet hat
- Heinz-Templer-Weg: Heinz Templer (1931–1959), Angehöriger der Freiwilligen Feuerwehr Kempten, fand 1959 den Tod bei einem Brandeinsatz
- Hengelerstraße: Adolf Hengeler (1863–1927), Allgäuer Maler und Karikaturist
- Henggeweg: Josef Hengge (1890–1970), Kemptener Freskomaler
- Henkelstraße: Theodor Henkel (1855–1934), Allgäuer Hütebub, später Professor für Milchwirtschaft und Förderer der süddeutschen Versuchs- und Forschungsanstalt für Milchwirtschaft
- Herkomerstraße: Johann Jakob Herkomer (1652–1717), Baumeister, Maler und Bildhauer, Erbauer des Kornhauses und der Seitenkapellen der St. Lorenz-Kirche in Kempten, Hauptwerke sind die Familienkapelle in Sameister und das Kloster St. Mang in Füssen
- Hermann-Dietze-Weg: Hermann Dietze (1900–1967), freischaffender Künstler, Leiter der Mal- und Zeichenkurse an der Volkshochschule, Maler der böhmischen Landschaften
- Hermann-von-Barth-Straße: Hermann von Barth (1845–1876), Mitbegründer des Deutschen Alpenvereins, bemühte sich um die Erschließung der Allgäuer Berge
- Hermannstraße: Franz Georg Hermann (1692–1768), Hofmaler der Kemptener Fürstäbte
- Herzstraße: Jakob Herz (1884–1946), Bauernführer und Vorsitzender des Milchwirtschaftlichen Vereins im Allgäu
- Heussring: Theodor Heuss (1884–1963), erster Bundespräsident
- Heydeckerstraße: Architekten Heydecker, benannt nach den Architektenbrüdern Leonard Heydecker jr. (1871–1958) und Otto Heydecker, die das Kemptener Stadtbild durch Bauten wie der Allgäuer Tierzuchthalle oder der Neuapostolischen Kirche prägten
- Hieberstraße: Fritz Hieber (1913–1967), Kemptener Bergsteiger, führte Erstbesteigung im Himalaya- und Andengebiet durch, verunglückte am Mont Blanc
- Hieronymus-Hau-Straße: Hieronymus Hau (1679–1745), Kemptener Porträtist, der maßgeblich an der Ausschmückung des Ottobeurer Klosters beteiligt war
- Hildegardplatz: Hildegard (757–783), dritte Gemahlin Karls des Großen sowie Förderin und Stifterin des Klosters Kempten ab 773
- Hirnbeinstraße: Karl Hirnbein (1807–1871), Gutsbesitzer und Begründer der Allgäuer Milchwirtschaft
- Hoefelmayrweg: benannt nach Vater Karl Hoefelmayr (1867–1940) und Sohn Karl Hoefelmayr (1907–1989). Der Vater war Wegbereiter für Edelweiß und die dortige Camembert-Produktion, der Sohn folgte ihm in der Firmenleitung nach, war aber auch künstlerisch, vor allem als Bildhauer tätig.
- Holbeinstraße: Hans Holbein der Ältere (1465–1524), Augsburger Maler
- Honeggerstraße: Caspar Honegger (1804–1883), Schweizer Textilfabrikant und 1848 Begründer der Spinnerei und Weberei Kottern
- Horchlerstraße: Adolf Horchler (1849–1929), Bürgermeister und Ehrenbürger von Kempten, Heimatforscher und Mitgründer des Heimatvereins Kempten
- Hugo-von-Höfl-Platz: Hugo von Höfl (19. Jahrhundert–1910), königlich-bayerischer Baumeister, der 1899/1900 die Türme der 1676 fertiggestellten St. Lorenz-Kirche vollendete

## I
- Ignaz-Kiechle-Straße: Ignaz Kiechle (1930–2003), Bundeslandwirtschaftsminister und Bundestagsabgeordneter für den Wahlkreis Kempten-Lindau-Oberallgäu aus Kempten
- Inge-Nimz-Weg: Inge Nimz (1925–2009), 1953 erste evangelische Pfarrerin im Allgäu, Gründerin des „Haus International“ 1983, Trägerin des Bundesverdienstkreuzes und des Bayerischen Verdienstordens.

## J
- Jahnweg: Friedrich Ludwig Jahn (1778–1852), Begründer der deutschen Turnerbewegung
- Jakob-Zeller-Straße: Jakob Zeller (1891–1971), Ehrenbürger der ehemaligen Gemeinde Sankt Mang
- Jenischstraße: Patrizierfamilie der Reichsstadt Kempten. Zacharias von Jenisch, Bürgermeister der Reichsstadt von 1631–1633, beim Sturm der kaiserlichen Truppen auf die Stadt 1633 erschlagen
- Jerg-Rist-Weg: Jerg Rist, reichsstädtischer Bürgermeister, Anlage des Stadtweihers 1493/94
- Jörgstraße: Joseph Edmund Ritter von Jörg (1819–1901), Historiker des Allgäus sowie Publizist und Politiker aus Immenstadt im Allgäu
- Jörg-Lederer-Weg: Jörg Lederer (um 1470–1550), Allgäuer Bildschnitzer der Spätgotik
- Johann-Abt-Straße: Johann Abt (1869–1933), Schmied in der Burgstraße. Sein Nachfahre Johann Abt fuhr als Motorsportpionier Auto- und Motorradrennen. Er gründete 1967 die Firma „Abt Tuning“, aus der 1991 die weltweit erfolgreiche Fahrzeugveredelungsfirma Abt Sportsline hervorging.
- Johann-Schütz-Straße: Johann Schütz (1704–1752), ein Stuckateur aus Wessobrunn, war an der Gestaltung der Prunkräume in der Kemptener Residenz beteiligt.
- Johannisweg: Johannes Nepomuk, Heiliger und Schutzpatron der Brückenbauer
- Joseph-Kösel-Weg: Joseph Kösel, Kemptener Drucker und Verleger, erwarb 1805 die einstige Stiftsdruckerei und schuf daraus den Kösel Verlag.

## K
- Kantstraße: Immanuel Kant (1724–1804), bedeutender deutscher Philosoph und Aufklärer
- Käthe-Kollwitz-Weg: Käthe Kollwitz (1867–1945), Bildhauerin und Grafikerin
- Karl-Böhm-Straße: Karl Böhm (1885–1956), Ingenieur und Begründer des Allgäuer Überlandwerks. Träger des Verdienstkreuzes am Bande, Ehrenbürger von Sulzberg
- Karl-Diem-Weg: Karl Diem (Senior: 1883–1951), SPD-Stadtrat und Wiederbegründer der SPD nach dem Zweiten Weltkrieg in Kempten sowie (Junior: 1913–2001), Heimat- und Kulturförderer sowie Einrichter der Dauerausstellung „Burgen im Allgäu“, aus der sich das Allgäuer Burgenmuseum in Kempten auf der Burghalde entwickelte. Er war Mitbegründer des Allgäuers Burgenvereins e.V.
- Karrerstraße: Philipp Jakob Karrer (1762–1836), evangelischer Dekan und Geschichtsschreiber der Reichsstadt
- Kellenbergerstraße: Martin Kellenberger (1857–1939), Rechtsrat und Ehrenbürger der Stadt Kempten, machte sich um die geologische Erforschung der Allgäuer Landschaft verdient.
- Keplerstraße: Johannes Kepler (1571–1630), Astronom, dessen „Rudolphinische Tafeln“ mit Mitteln der Stadt Kempten 1627 gedruckt wurden.
- Keselstraße: Johann Adam Kesel (1700–1776), Bürgermeister der Reichsstadt Kempten
- Kettelerweg: Wilhelm Emanuel Freiherr von Ketteler (1811–1877), Bischof von Mainz und Sozialpolitiker
- Knussertstraße: Richard Knussert (1907–1966), Gymnasiallehrer und Erforscher römischer Straßen im Allgäu
- Kolpingstraße: Adolph Kolping (1813–1865), Sozialreformer und Begründer des katholischen Kolping-Werkes
- Konebergweg: Michael Koneberg (1733–1802), letzter fürstäbtlicher Hofmaler
- Konrad-Zuse-Weg: Konrad Zuse (1910–1995), Bauingenieur, Erfinder und Unternehmer, baute 1941 den weltweit ersten vollautomatisch arbeitenden Computer (Z 3).
- Korbinianweg: Korbinian alias Karl Fleischhut (1919–1980), Allgäuer Poet[4]
- Kremserstraße: Kommerzienrat Alfred Kremser (1878–1946), Direktor der Spinnerei und Weberei Kottern (nationalsozialistischer Musterbetrieb)
  - Kronprinzstraße, mittlerweile Mozartstraße: Kronprinz Rupprecht von Bayern (1869–1955), Heerführer in der deutschen Armee im Ersten Weltkrieg
- Kurat-Offner-Weg: Franz Xaver Offner (1868–1930), von 1898–1908 als Geistlicher in Heiligkreuz; er war literarisch und wissenschaftlich tätig, u. a. mit einem Buch über die Wallfahrt in Heiligkreuz.
- Kurt-Blaschke-Straße: Kurt Blaschke (1928–2011), Gymnasiallehrer am Carl-von-Linde-Gymnasium Kempten, Gemeinderat in Sankt Mang (Kempten) von 1966–1972 und Stadtrat in Kempten für die CSU von 1958–1990, Sportbeauftragter und Träger der Sportehrennadel.

## L
- Lehrndorferweg: Franz Lehrndorfer (1928–2013), in Kempten aufgewachsener Organist und Musikprofessor
- Leichtleweg: Benannt nach der Familie Leichtle, deren Mitglieder Johann (gest. 1887), Adolf (1841–1913) und Martin Leichtle (gest. 1924) und Johanna (gest. 2001) als Mäzene und Heimatforscher gewirkt haben.
- Lena-Christ-Weg: Lena Christ (1881–1920), die Münchner Dichterin schilderte die bäuerlich-bürgerliche Welt Bayerns
- Lessingstraße: Gotthold Ephraim Lessing (1729–1781), bedeutender Dichter der Aufklärung
- Linggstraße: Hermann von Lingg (1820–1905), Dichter, der in seiner Jugend das Gymnasium in Kempten besuchte
- Linus-Seif-Platz: Linus Seif (1727–1800), Porträt- und Freskenmaler aus dem Allgäu und Schwaben
- Lisl-Zach-Weg: Lisl Zach (1928–2005), war von 1990 bis 1996 als erste Frau Bürgermeisterin der Stadt Kempten. Sie engagierte sich sehr im sozialen Bereich.
- Ludwigstraße: Benannt nach König Ludwig II. von Bayern (1845–1886, reg. seit 1864)
- Ludwig-Thoma-Straße: Ludwig Thoma (1867–1921), oberbayerischer Dichter und Dramatiker
- Luitpoldstraße: Prinzregent Luitpold von Bayern (1821–1912), übernahm 1886 die Regierungsgeschäfte.
- Lukas-Mayr-Platz: Lukas Mayr (1857–1938), Vorsitzender des TSV Kottern, unterstützte als Kassenbote bei der Spinnerei und Weberei Kottern den Bau einer ersten Turnhalle für den TSV mit den eigenen geringen finanziellen Mitteln
- Lux-Maurus-Straße: Lux Maurus (um 1470–16. Jahrhundert), gotischer Bildhauer, der in Kempten von 1515 bis 1527 nachweisbar ist

## M
- Madlenerstraße: Hofrat Dr. Max Madlener d. Ä. (1868–1951), Chirurg und Chefarzt des Distriktspitals Kempten, Ehrenbürger der Stadt. Er führte das Schneeschuhlaufen im Allgäu ein. Onkel von Max Madlener (1898–1989).
- Magnusstraße: Magnus von Füssen, 8. Jh., Mönch aus St. Gallen, gilt als Apostel des Allgäus
- Maler-Lochbihler-Straße: Franz Sales Lochbihler (1777–1854), bayerischer Hofmaler, betrieb zeitweise das Stadttheater in Kempten und gestaltete es aus. Er schuf auch den Vorhang mit dem Reigen der Musen.
- Manzweg: Philipp Jakob Manz (1861–1936), Industriearchitekt aus Stuttgart, Erbauer der ehemaligen Fabrikanlagen an der Ludwigstraße in Kottern
- Margaretha- und Josefinenweg: Schwestern Margaretha Rauch (1773–1855) und Josepha Albrecht, geb. Rauch, brachten ihr Vermögen in eine nach Ihnen benannte Stiftung für Bedürftige ein. Heute noch wird aus dem Stiftungsvermögen das Margarethen-und-Josefinen-Stift unterstützt.
- Margarethenstraße: Margaretha Rauch (1773–1855), Mühlenbesitzerin und Mitbegründerin der Margarethen-und-Josefinen-Stiftung, die heute noch besteht.
- Marianne-Ehrmann-Straße: Marianne Ehrmann, geb. Brentano (1755–1795) war eine Nichte des stiftkemptischen Hofkaplans Dominikus von Brentano. Früh verwaist lebte sie einige Zeit bei ihrem Onkel. Sie war schriftstellerisch tätig und gehörte zu den ersten Verlegerinnen in Deutschland.
- Marie-Juchacz-Weg: Marie Juchacz (1879–1956), Gründerin der Arbeiterwohlfahrt, Vorkämpferin für das Frauenwahlrecht in Deutschland, war die erste Frau, die das Wort im deutschen Parlament ergriff.
- Maximilianstraße: Kaiser Maximilian I. (1459–1519) residierte 1494 einige Wochen in Kempten.
- Max-Schaidhauf-Straße: Dr.-Ing. Max Schaidhauf (1885–1975) gründete 1922 das Elektroschmelzwerk in der ehemaligen Gemeinde Sankt Mang.
- Maybachstraße: Wilhelm Maybach (1846–1929), deutscher Automobilpionier
- Merktstraße: Dr. Otto Merkt (1877–1951), Bürgermeister und Oberbürgermeister der Stadt Kempten, Heimatforscher.
- Messerschmittstraße: Willy Messerschmitt (1898–1978), Flugzeugkonstrukteur und Industrieller
- Michael-Beer-Straße: Michael Beer (1605–1666), erster Baumeister der Kemptener Residenz und St.-Lorenz-Kirche, Begründer der Vorarlberger Schule
- Mörikeweg: Eduard Mörike (1804–1875), evangelischer Pfarrer und Dichter
- Moosbruggerweg: Caspar Moosbrugger (1656–1723), Vorarlberger Barockbaumeister von Kirchen und Klöstern
- Mozartstraße: Wolfgang Amadeus Mozart (1756–1791), Komponist aus Österreich
- Multscherweg: Hans Multscher (1400–1467), schwäbischer Bildhauer und Maler
  - Mussolinistraße, mittlerweile Beethovenstraße: Benito Mussolini (1883–1945): faschistischer Diktator in Italien

## N
- Neubronnerstraße: Ulmer und Kemptener Patrizierfamilie Neubronner. Sie besaßen u. a. das Rotschlößle in Sankt Mang als Sommersitz. Das Neubronner Haus am Rathausplatz beherbergt heute das Stadtarchiv.

## O
- Oertelweg: Dr. Julius Oertel, königlich bayerischer Bezirksgerichtsrat, gab 1871 den Anstoß zur Gründung des Alpenvereins Allgäu.
- Oskar-Bunk-Weg: Oskar Bunk (1940–2007) war Gärtnermeister im eigenen Gartenbaubetrieb in Neuhausen. Er engagierte sich ehrenamtlich und war u. a. Obermeister der Gartenbauinnung, Stellvertreter des Bezirksvorsitzenden Schwaben und Vizepräsident des Stadtverbandes der Sportvereine. Seine Verdienste wurden mit der Bayerischen Staatsmedaille, der DFB-Ehrennadel und der Sportehrennadel der Stadt Kempten gewürdigt.
- Oskar-Maria-Graf-Straße: Oskar Maria Graf (1894–1967), bayerischer Schriftsteller, emigrierte 1938 in die USA.

## P
- Pater-Odilo-Weg: Odilo Holzner (1904–1978), Kapuziner-Pater und Stadtpfarrer von St. Anton, sicherte mit dem Erwerb der Dreifaltigkeitskapelle in Kempten ihre Existenz.
- Paul-Diethei-Straße: Paul Diethei (1925–1997), Kemptener Stadtrat und Landtagsabgeordneter für die CSU, Förderer der Stadt Kempten und der Allgäuer Region, Träger der Bürgermedaille.
- Peter-Dörfler-Straße: Peter Dörfler (1878–1955), katholischer Priester und Dichter
- Pettenkoferstraße: Max von Pettenkofer (1818–1901), Professor für medizinische Chemie in München und Begründer der experimentellen Hygiene in Europa.
- Pfanderstraße: Kaspar Pfander, Kemptener Strumpfstricker, erfand 1751 eine mechanische Strickmaschine.
- Pfaudlerweg: Peter Pfaudler (1669 genannt) aus Tirol schnitzte wahrscheinlich das Chorgestühl in der St. Lorenz-Kirche in Kempten.
- Porschestraße: Ferdinand Porsche (1875–1951), österreichischer, tschechoslowakischer und deutscher Automobilkonstrukteur aus Maffersdorf bei Reichenberg (Liberec) in Böhmen.
- Prälat-Götz-Straße: Prälat Johann Götz (1904–1986), Monsignore und Stadtpfarrer von St. Lorenz, predigte im Mai 1971 als erster katholischer Priester seit der Reformation im 16. Jahrhundert in der evangelischen St. Mang-Kirche.

## R
- Reichlinstraße: Fürstäbte Anselm Reichlin von Meldegg (1679–1747, reg. 1728–1747) und Castolus Reichlin von Meldegg (1743–1804, reg. 1793–1803).
- Reinhard-Furrer-Weg: Reinhard Furrer (1940–1995), Astronaut und Professor für Weltraumwissenschaft, machte in Kempten das Abitur. Während des Studiums in Berlin war er an Fluchthilfeaktionen beteiligt. Er starb beim Absturz eines Oldtimer-Flugzeugs in Berlin und ist in Kempten auf dem evangelischen Friedhof bestattet.
- Reiserweg: Karl August Reiser (1853–1922), Lehrer, Geologe und Heimatforscher, veröffentlichte mehrere Bücher zur Geschichte des Allgäus, darunter eine Sammlung von Sagen und Sprichwörtern. Die nach ihm benannte Reiser-Sammlung mit geologischen Objekten war früher im Zumsteinhaus ausgestellt.
- Robert-Koch-Weg: Robert Koch (1843–1910), Arzt und Bakteriologe sowie Nobelpreisträger, entdeckte das Tuberkulosebakterium und den Choleraerreger.
- Robert-Weixler-Straße: Robert Weixler (1873–1929), Mitbegründer der Allgäuer Brauhaus AG
- Röntgenweg: Wilhelm Conrad Röntgen (1845–1923), deutscher Physiker und Entdecker der nach ihm benannten Röntgenstrahlen
- Rolandstraße: Benannt nach Roland, dem Grafen der bretonischen Mark im karolingischen Reich, der vor allem als literarische Figur bekannt wurde.
- Rottenkolberstraße: Josef Rottenkolber (1890–1970), Gymnasiallehrer, Antisemit, Historiker des Fürststifts und der Reichsstadt Kempten
- Rudolf-Aerne-Weg: Rudolf Aerne (1902–1971) war Vorstand der Bau- und Siedlungsgenossenschaft Kempten von 1946–1971.
- Rudolfstraße: König Rudolf von Habsburg (1218–1291), verlieh der Reichsstadt 1289 einen Freiheitsbrief, der als erster Schritt zur Selbstständigkeit gewertet wird.
- Rudolf-Zorn-Straße: Dr. Rudolf Zorn (1893–1966), Bayerischer Staatsminister für Wirtschaft und Finanzen aus Kempten, Mäzen und mit seiner Frau Dr. Renate Zorn Gründer der Dr.-Rudolf-Zorn-Stiftung. Beide sind in Kempten auf dem evangelischen Friedhof bestattet.
- Rübezahlweg: Um den Berggeist Rübezahl, der im Riesengebirge gelebt haben soll, ranken sich zahlreiche Sagen, Märchen und Legenden.

## S
- Sailerstraße: Sebastian Sailer (1714–1777), Prämonstratenser im Kloster Obermarchtal, Prediger und Schriftsteller, verfasste auch Gedichte in schwäbischer Mundart.
- Sallerstraße: Carl Saller, Eisenbahningenieur, veröffentlichte 1863 eine Abhandlung zur Vervollständigung der Eisenbahnstrecken in Schwaben, vor allem der Strecke zwischen Kempten und Ulm.
- Scheffelweg: Joseph Viktor von Scheffel (1826–1886), schwäbischer Dichter
- Scheggstraße: Basilius Schegg (1871–1966), war von 1919 bis 1934 Bürgermeister der ehemaligen Gemeinde Sankt Mang sowie deren Ehrenbürger.
- Schillerstraße: Friedrich von Schiller (1759–1805), deutscher Arzt, Dichter, Philosoph und Historiker
- Schillingweg: Johann Georg Schilling (1779–1835) aus Unterthingau, Historien- und Landschaftsmaler.
- Schmid-von-Leubas-Straße: Heinrich Schmid, gen. Knopf, war ein Gerbergeselle aus Leubas und Abgesandter der Bauern des Allgäuer Haufens im Deutschen Bauernkrieg.
- Schraudolphstraße: Johann Baptist Schraudolph aus Einödsbach (1826–1908), bedeutender Allgäuer Bergführer vor der Jahrhundertwende, und Johann von Schraudolph (1808–1879), Allgäuer Kirchen- und Historienmaler.
- Schraudystraße: Eugen Schraudy (1880–1959), Rechtsrat (1909–1919) und zweiter Bürgermeister (1919–1945) der Stadt Kempten, Verdienste um die Schaffung des Industriegebietes um den Ostbahnhof
- Schumacherring: Kurt Schumacher (1895–1952), Gründervater der Bundesrepublik Deutschland
- Sebastian-Kneipp-Straße: Sebastian Kneipp (1821–1897), Pfarrer, Schriftsteller und Begründer der Kneipp-Kur
- Sedelmairweg: Josef Sedelmair, leitete die 1858 errichtete Fabrikschule der Baumwollspinnerei Kottern und war Schulrat der Stadt Kempten
- Serrostraße: Johann Serro (17. Jahrhundert), zweiter Baumeister nach Michael Beer, er stellte die St. Lorenz-Kirche und Kemptener Residenz weitestgehend fertig
- Seuterstraße: Gordian Seuter (1482–1534), Bürgermeister der Reichsstadt Kempten, Seuter ermöglichte durch den „Großen Kauf“ vom Fürststift den Erwerb der letzten Rechte über die Reichsstadt und begründete damit die Unabhängigkeit der Stadt vom Stift.
- Sibylla-Merian-Weg: Maria Sibylla Merian (1647–1717), Naturforscherin, Blumen- und Insektenmalerin sowie Tochter des Kupferstechers Matthäus Merian
- Sigmund-Ullmann-Platz: Sigmund Ullmann (1854–1943), Bankier und Vorsitzender der Jüdischen Gemeinde Kemptens von 1914 bis 1942 sowie Mitglied des Magistrats und Stadtrats. Ullmann wurde 1942 ins KZ Theresienstadt deportiert und starb dort 1943 als Opfer des Nationalsozialismus.
- Spickelstraße: Heinrich Spickel d. Ä., wird 1362 als einer der ersten Bürgermeister der Reichsstadt Kempten genannt.
- Spiehlerweg: Anton Spiehler, entwarf um 1875 den Plan für die bekannten Allgäuer und Lechtaler Höhenwege.
- Stephanstraße
- Straboweg: Strabon (um 63 v. Chr.–18/23 n. Chr.), griechischer Geschichtsschreiber und Geograph, erwähnte in seinen Geographika zum ersten Mal Cambodunum (Kempten) als Stadt (polis) der keltischen Estionen.
- Strigelstraße: Bernhard Strigel (um 1460–1528), bedeutendster Künstler der Memminger Malerfamilie
- St.-Mang-Platz: Magnus von Füssen, Mönch aus St. Gallen (8. Jahrhundert), wird als Apostel des Allgäus bezeichnet.

## T
- Taxisweg: Adelsgeschlecht Thurn und Taxis, baute im Auftrag von Kaiser Maximilian I. ein europaweites Postsystem auf.
- Theodorplatz: Theodor, Mönch aus St. Gallen, der im 8. Jh. als Begleiter des Magnus von Füssen ins Allgäu kam. Er baute eine Marienkirche in Kempten.
- Therese-Giehse-Weg: Therese Giehse (1898–1975), Schauspielerin, war 1941 die erste Mutter Courage im gleichnamigen Stück Bertolt Brechts.
- Thomas-Dachser-Straße: Thomas Dachser (1906–1979), gründete 1930 die international tätige und immer noch in Kempten ansässige Spedition Dachser.
- Tobias-Dannheimer-Straße: Tobias Dannheimer (1769–1881), Kemptener Verleger und erster Mitherausgeber der Neuesten Weltbegebenheiten, trug mit Werken zur Allgäuer Geschichtsforschung bei.
- Trilschweg: Georg Trilsch, Franziskanerpater in Lenzfried, rettete 1646 Buchenberg, Waltenhofen und Martinszell im Allgäu vor den Schweden.
- Trinkwalderweg: Thomas Trinkwalder, ein gebürtiger Tiroler, Wirt in Leubas, war 1721 einer der Wortführer der Bauern gegen den Fürstabt.

## U
- Udo-Scholz-Weg: Udo Scholz (1913–1989), Künstler und Autor, der die Naturkundliche Sammlung im Zumsteinhaus organisierte und leitete, war Lehrer an der Oberrealschule und am Allgäu-Gymnasium für Kunst und Erdkunde. Sein Sohn Herbert Scholz ist ebenfalls Geologe und Professor an der LMU München.
- Ueblherstraße: Johann Georg Üblhör (1703–1763), Stuckateur und Bildhauer der Wessobrunner Schule, war an der Ausstattung der Basilika St. Lorenz und den Prunkräumen in der Residenz beteiligt.
- Uhlandstraße: Ludwig Uhland (1787–1862), schwäbischer Dichter, Literaturwissenschaftler, Jurist und Politiker.
- Ullrichstraße: August Ullrich (1857–1928), war ein Kemptener Kaufmann, der sich mit der Geschichte der Römerstadt Cambodunum beschäftigte und persönlich Ausgrabungen auf dem Lindenberg leitete. Er ist der Begründer der Cambodunum-Forschungen.
- Ulrich-Mair-Straße: Ulrich Mair (nachweisbar von 1475–1505) war ein bedeutender Maler der Spätgotik, aus dessen Kemptener Werkstatt zahlreiche Werke stammen.
- Ulrich-Rist-Straße: Ulrich Rist (nachweisbar in der zweiten Hälfte des 15. Jahrhunderts), war Kaplan an der Keckkapelle. Er förderte die Gründung des Franziskanerklosters in Lenzfried.
- Ursula-von-Hattenberg-Weg: Ursula von Hattenberg war eine Allgäuer Adelige, die mit ihrem Ehemann Konrad von Rothenstein 1377 die Herrschaft und Burg Kalden bei Altusried kaufte.

## V
- Verhelstweg: Egid Verhelst der Ältere (1696–1749), in Antwerpen geborener Bildhauer und Stuckateur, schuf die allegorischen Frauengestalten im Thronsaal der Kemptener Residenz.
- Vicariweg: Maximilian Vicari (1880–1955), Baurat der Stadt Kempten, Wegbereiter für den Mittleren Ring in Kempten
- Völkstraße: Joseph Völk (1819–1882), Politiker und Rechtsanwalt, war 1863 Mitbegründer der links-liberalen "Deutschen Fortschrittspartei in Bayern. Er wurde 1880 Ehrenbürger der Stadt Kempten.
- Vogtstraße: Die seit 1434 in Kempten nachweisbare Familie Vogt gehörte zu den angesehensten Geschlechtern der Stadt.

## W
- Waltenbergerallee: Anton Waltenberger (1840–1902), Verfasser des ersten Führers durch die Allgäuer Alpen
- Wartenseestraße: Johann Erhard Blarer von Wartensee (1554–1594), Fürstabt von 1587–1594 des Fürststifts Kempten, Begründer der stiftkemptischen Druckerei, aus der der Kösel-Verlag hervorging.
- Welfenstraße: Die Welfen, eines der ältesten existierenden „Hochadelsgeschlechter“ Europas, seit dem 8. Jahrhundert urkundlich nachgewiesen. Die Linie der schwäbischen Welfen erlosch im 11. Jahrhundert mit Welf III., einem Urenkel Rudolfs I.
- Wessobrunner Straße: Benannt nach den Künstlern und Baumeistern der Wessobrunner Schule, die in der Barockzeit auch im Allgäu tätig war.
- Wilhelmine-Reich-Straße: Wilhelmine Reich (1900–1976) war Arbeiterin und Betriebsrätin in der Spinnerei und Weberei Kottern. Sie hatte eine kritische Einstellung gegenüber dem NS-Regime und wurde die erste parteilose Gemeinderätin in Sankt Mang mit Schwerpunkt Wohnungsbau für Familien.
- Wilhelm-Löhe-Weg: Wilhelm Löhe (1808–1872), evangelischer Theologe, war der Gründer der Gesellschaft für Innere Mission und des Vereins der weiblichen Diakonie.
- Wilhelmstraße: ?

## Z
- Zeppelinstraße: Ferdinand Graf von Zeppelin (1838–1917), Begründer des Starrluftschiffbaus
- Zölchstraße: Heinrich Zölch (1913–1950), Rechtsrat der Stadt Kempten, der die Stadt während des Zweiten Weltkriegs aus eigenem Entschluss am 27. April 1945 den US-Amerikanern übergab und sie so vor einer drohenden Zerstörung beschützte.
- Zöllerstraße: Dr. Richard Zöller (1905–1961), ab 1938 Mitherausgeber des bis heute nach ihm benannten Handbuches zur Zivilprozessordnung, des „Zöller“, sowie von 1957 bis 1961 Landesvorsitzender des VdK Bayern.
- Zucalliweg: Giovanni Zucalli (um 1629–1678), arbeitete 1662/63 als Stuckateur in der St. Lorenz-Kirche.